# Michelle Reid
Michelle Reid (nacida en Mánchester, Inglaterra) es una popular escritora británica de más de 30 novelas románticas de la editorial Mills & Boon desde 1988.

## Biografía
Michelle Reid nació y se crio en Mánchester en el noroeste de Inglaterra, con sus cuatro hermanos. Su madre siempre animó a sus hijos a leer. 
Ella está casada, y continúa viviendo en Inglaterra, pero adora viajar por el Mediterráneo y visitar diferentes países del globo.

### Novelas
- A Question of Pride (1988)
- Eye of Heaven (1988)
- The Dark Side of Desire (1991)
- No Way to Begin (1991)
- Coercion to Love (1992)
- Lost in Love (1993)
- House of Glass (1993)
- Passionate Scandal (1994)
- Passion Becomes You (1994)
- Slave to Love (1995)
- The Ultimate Betrayal (1995)
- The Morning After (1996)
- Gold Ring of Betrayal (1996)
- Marriage on the Rebound (1997)
- The Marriage Surrender (1998)
- The Price of a Bride (1998)
- The Mistress Bride (1999)
- The Italian's Revenge (2000)
- The Spanish Husband (2000)
- The Tycoon's Bride (2000)
- A Sicilian Seduction (2001)
- The Unforgettable Husband (2001)
- The Bellini Bride (2001)
- The Salvatore Marriage (2003)
- The Passion Bargain (2004)
- The Purchased Wife (2005)
- The Ranieri Bride (2006)
- The Italian's Future Bride (2007)